# Maria Shriver
Maria Owings Shriver (Chicago, Illinois; 6 de novembro de 1955)  é uma jornalista e escritora americana. Ela recebeu um prêmio Peabody, e foi co-âncora para a cobertura da NBC, vencedora do Emmy nos Jogos Olímpicos de Verão 1988. Como produtora executiva do The Alzheimer's Project, Shriver ganhou dois Emmy Awards e um prêmio da Academia de Artes & Ciências Televisivas por desenvolver "um programa de televisão com consciência". Foi primeira-dama da Califórnia e ex-esposa do ator e ex-governador da Califórnia Arnold Schwarzenegger, com quem foi casada de 1986 a 2011.
É também sobrinha do ex-presidente americano John F. Kennedy.
Descendente de irlandeses e alemães, católica, foi a segunda criança (única mulher) do político Sargent Shriver e da ativista Eunice Kennedy, irmã do ex-presidente americano John F. Kennedy.

## Livros
- Maria Shriver; Sandra Speidel (Fevereiro de 1999). What's Heaven?. [S.l.]: Golden Books Adult Publishing. ISBN 978-0-312-38241-4
- Maria Shriver (4 de abril de 2000). Ten Things I Wish I'd Known Before I Went Out Into The Real World. [S.l.]: Grand Central Publishing. ISBN 978-0-446-52612-8
- Maria Shriver; Sandra Speidel (16 de outubro de 2001). What's Wrong With Timmy?. [S.l.]: Little, Brown and Company. ISBN 978-0-316-23337-8
- Maria Shriver; Sandra Speidel (28 de abril de 2004). What's Happening to Grandpa?. [S.l.]: Little, Brown and Company. ISBN 978-0-316-00101-4
- Maria Shriver (5 de abril de 2005). And One More Thing Before You Go... [S.l.]: The Free Press. ISBN 978-0-7432-8101-0
- Maria Shriver (15 de abril de 2008). Just Who Will You Be?. [S.l.]: Hachette Books. ISBN 978-1-4013-9550-6
- Maria Shriver (27 de fevereiro de 2018). I've Been Thinking...: Reflections, Prayers, and Meditations for a Meaningful Life. [S.l.]: Penguin Publishing Group. ISBN 9780525559917